# Ballumbie House
Ballumbie House ist ein Landhaus am nördlichen Stadtrand von Dundee in der schottischen Council Area Angus.

## Geschichte
1810 ließ David Miller Ballumbie House anschließend an die Ruine von Ballumbie Castle bauen. Es handelte sich um ein klassisches, zweistöckiges Haus mit Eishaus und Stallungen, in die Reste der alten Burg integriert wurden. Daneben wurde ein Teich mit Flamingos angelegt.
1902 gehörte das Haus Alexander Gilroy, einem Kaufmann, der den Architekten James Findlay beauftragte, Änderungen am Haus durchzuführen. Das Haus wurde im Scottish Baronial Style umgestaltet.
1965 wurde das Haus in ein Hotel umgestaltet, das bis 1981 betrieben wurde. Im Folgejahr wurde es durch einen Brand zerstört und über 20 Jahre lang blieben nur die Grundmauern stehen. Im 21. Jahrhundert wurde es erneut renoviert und in Eigentumswohnungen umgebaut. Historic Scotland hat es als historisches Bauwerk der Kategorie B gelistet.
Auf dem Gelände wurden außerdem 230 Eigenheime gebaut.